# Lachlann Mac Ruaidhrí
Lachlann Mac Ruaidhrí (fl. 1297 – 1307/1308)  est un magnat écossais du début  XIVe siècle et le chef du Clann Ruaidhrí. Fils de Ailéan mac Ruaidhrí c'est un corsaire participant à la  première guerre d'indépendance écossaise, qui prend successivement les armes contre Jean Balliol, le roi Édouard Ier roi d'Angleterre, les Gardiens de l'Écosse, et son proche rival William II Comte de Ross. Lachlann disparaît des sources en 1307/1308, et il semble qu'a cette époque son frère, Ruaidhrí, lui succède comme chef du Clann Ruaidhrí.